# Мелансон, Роланд
Роланд Джозеф Мелансон (англ. Roland Joseph Melanson; род. 28 июня 1960, Монктон) — канадский хоккеист, игравший на позиции вратаря. Трёхкратный обладатель Кубка Стэнли в составе «Нью-Йорк Айлендерс» (1981, 1982, 1983). 

## Карьера

### Игровая карьера
На драфте НХЛ 1979 года был выбран в 3-м раунде под общим 59-м номером клубом «Нью-Йорк Айлендерс». После выбора на драфте вернулся в состав «Уинсор Спитфайрз», за который играл до этого в течение двух сезонов. Отыграв часть сезона в этой команде, он присоединился к «Ошава Дженералз», за который отыграл до конца сезона.
В новом сезоне Мелансон стал игроком фарм-клуба «Айлендерс» «Индианаполис Чекерс», где стал основным вратарём. По ходу сезона он присоединился к «Нью-Йорк Айлендерс», где стал уверенным дублёром Билли Смита. В составе «островитян» три раза подряд становился обладателем Кубка Стэнли, которые были выиграны в 1981, 1982 и 1983 годах. В том же 1983 году вместе с Билли Смитом получил награду Уильям М. Дженнингс Трофи, которая вручается вратарям, пропустившим наименьшее количество шайб за сезон.
Отыграв в составе «Айлендерс» ещё один сезон, по ходу следующего сезона он был обменян в «Миннесоту Норт Старз», в которой он сыграл 26 матчей, так и не став основным вратарём. В сезоне 1985/86 он был обменян в «Лос-Анджелес Кингз», где играл почти три сезона, став основным вратарём, но в сезоне 1988/89 он получил травму колена и потерял место в составе.
В 1989 году Мелансон перешёл в «Нью-Джерси Девилз», но за два сезона отыграл одну игру, играя больше за фарм-клуб «Ютика Девилз». В 1991 году был обменян в «Монреаль Канадиенс», где отыграл только 9 матчей, являясь резервным вратарём. Покинув «Канадиенс», в дальнейшем в течение двух сезонов, играл только за клубы низших американских лиг, завершив карьеру по окончании сезона 1993/94.

### Тренерская карьера
Работал помощником главного тренера в «Монреаль Канадиенс» (1997—2009), а также тренером вратарей в «Ванкувер Кэнакс» (2010—2017) «Нью-Джерси Девилз» и «Ванкувер Кэнакс» .